# Gerrhosaurus nigrolineatus
Gerrhosaurus nigrolineatus (лат.) — вид ящериц семейства Gerrhosauridae.
Общая длина достигает 40 см, из которых более половины составляет хвост. Туловище стройное и вытянутое. Голова короткая, долотообразной формы. Глаза большие с оранжевой или красной оболочкой. Тело в сечении почти цилиндрическое. Чешуя мелкая, четырёхугольная, расположена правильными поперечными рядами. По бокам туловища проходят неглубокие кожные складки. Окраска тёмно-коричневая с 2 выразительными продольными чёрной и жёлтой полосами с каждой стороны от позвоночника. Бока ярко-оранжевого или красного цвета с жёлтыми пятнами. Брюхо серое или кремовое.
Любит саванны, прибрежные кустарниковые заросли, пойменные луга. Ведёт наземный образ жизни. В качестве убежищ использует норы грызунов, термитники. Активен днём. Питается крупными насекомыми.
Яйцекладущая ящерица. Самка откладывает до 3 яиц.
Вид распространён в Западной, Восточной, Центральной и Южной Африке.
Подвиды:
- G. n. ahlefeldti
- G. n. nigrolineatus